# Cladocroce
Cladocroce is een sponsgeslacht uit de familie Chalinidae. De wetenschappelijke naam van het geslacht werd voor het eerst geldig gepubliceerd in 1892 door Topsent.

## Soorten
De volgende soorten zijn bij het geslacht ingedeeld:
- Cladocroce aculeata Pulitzer-Finali, 1982
- Cladocroce attu Lehnert & Stone, 2013
- Cladocroce burapha Putchakarn, de Weerdt, Sonchaeng & van Soest, 2004
- Cladocroce fibrosa (Topsent, 1890)
- Cladocroce gaussiana (Hentschel, 1914)
- Cladocroce incurvata Lévi & Lévi, 1983
- Cladocroce infundibulum Lehnert & Stone, 2013
- Cladocroce kiska Lehnert & Stone, 2013
- Cladocroce osculosa Topsent, 1927
- Cladocroce parenchyma (Lundbeck, 1902)
- Cladocroce reina Aguilar-Camacho & Carballo, 2010
- Cladocroce spathiformis Topsent, 1904
- Cladocroce spatula (Lundbeck, 1902)
- Cladocroce tubulosa Pulitzer-Finali, 1993
- Cladocroce ventilabrum (Fristedt, 1887)